# Feliks Kon

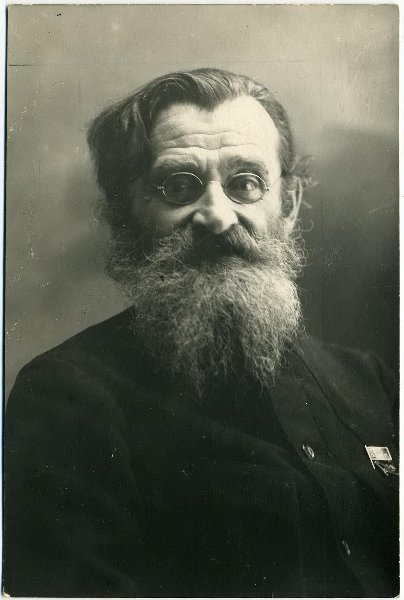
Feliks Kon 1920

Feliks Jakowlewitsch Kon bzw. Felix Kohn (russisch Феликс Яковлевич Кон; geboren 30. Mai 1864 in Warschau, Russisches Kaiserreich; gestorben 28. Juli 1941 in Moskau) war ein polnischer Ethnograph und Kommunist.

## Leben
Kon wurde 1882 Mitglied der polnischen revolutionären Partei Proletariat. Mitte der 1880er wurde er aus politischen Gründen von der zaristischen Administration nach Sibirien verschickt, wo er die Jakuten erforschte. Er gehörte seit 1894 dem Stab des Minussinsk-Museums an und nahm an einer Expedition der Kaiserlich-Russischen Akademie der Wissenschaften in die Mandschurei teil. 1906 bis 1917 war er im Exil. 1918 schloss er sich den Bolschewiki an. Ab den 1920er Jahren war er für die Komintern tätig, 1924 bis 1935 in deren Internationalen Kontrollkommission.

## Familie
- Christina Grinberg
  - Jelena Felixowna Kon
  - Alexander Felixowitsch Kon